# Tíone (satèl·lit)
Tíone (grec antic Θυώνη), o Júpiter XXIX, és un satèl·lit irregular retrògrad de  Júpiter. Va ser descobert per un equip d'astrònoms de la Universitat de Hawaii dirigits per Scott S. Sheppard l'any 2001.

## Característiques
Tíone té uns 4 quilòmetres de diàmetre, i orbita a Júpiter a una distància mitjana de 21.406.000 de km en 639,803 dies, a una inclinació de 147 º respecte de l'eclíptica (145 ° de l'equador de Júpiter), amb una excentricitat de 0,2526. Tione pertany al grup d'Ananké, un grup de satèl·lits que orbiten de forma retrògrada al voltant de Júpiter sobre el semieix major comprès entre els 19300000 i els 22700000 km, les inclinacions de 45.7° a 154.8° amb relació a l'equador de Júpiter i excentricitats entre 0.02 i 0.28.

## Denominació
L'agost de 2003 se l'anomenà Tíone, segons la mitologia grega, una de les conquestes de Zeus. Segons la mitologia, Hera en descobrir la infidelitat convencé Sèmele perquè demanés a Zeus que li mostrés la seva autèntica natura divina, el xoc la matà, però Zeus pogué salvar el fill que Sèmele portava, així nasqué Dionís, que posteriorment viatjarà als inferns a cercar la seva mare, la salvarà i l'anomenarà Tíone. Anteriorment se li havia donat la designació provisional de S/2001 J 2.